# Форма государства
Фо́рма госуда́рства — это структура, определенная модель внутреннего устройства государства, включающая его территориальную организацию, принципы, способы образования и взаимодействия органов государственной власти, а также методы осуществления власти, обеспечивающие проведение определенной государственной политики.
Данная совокупность внешних признаков позволяет отличить одно государство от другого. Многообразие форм государственности обусловлено влиянием на государство различных факторов, в том числе политических, экономических, исторических. В качестве основных среди них можно выделить следующие:
- исторические традиции развития национальных государств;
- исторические особенности становления национальной государственности;
- реальное соотношение социальных сил в государстве;
- национальный состав населения государства;
- зарубежный опыт;
- уровень жизни населения;
- степень влияния бывших метрополий на выбор государственной формы в ранее зависимых от них территориях;
- роль мирового сообщества[2].

Форма государства, так или иначе, зависит от стоящих перед государством задач и характера осуществляемых им функций.

## Элементы форм государства
Элементы форм государства:
- Форма правления — система организации высших органов государственной власти, порядок их формирования, компетенция, взаимоотношение между собой и с населением (старейший элемент: учёными он стал выделяться ещё в Древней Греции);
- Форма государственного устройства — система территориальной организации государства (активно изучается, начиная с XVII—XVIII вв.);
- Государственный (политический) режим — методы осуществления государственной власти (наукой стал выделяться только в начале XX века).

## Типология форм государства

### Монократическая форма государства
В основе организации государственной власти лежит принцип единовластия. Государственная власть сосредоточена в руках либо одного лица (теократический монарх в султанате Оман), либо одного государственного органа (Высший совет эмиров семи частей федерации ОАЭ) или системы определённого рода государственных органов (нацистский режим в Германии и фашистский режим Италии, режим Иди Амина в Уганде до 1979 г, коммунистический режим СССР). Для такой государственной власти характерна закрытая тоталитарная система, власть закрыта для давления на неё со стороны заинтересованных групп, тем более, что подобные попытки могут встретить суровую расправу. В государстве существует идеологический монизм, однопартийность или принят принцип несменяемости одной руководящей партии.
Монократическая форма государства может иметь следующие разновидности:
- Теократическая монократия, существующая в странах мусульманского фундаментализма (Саудовская Аравия, Катар, ОАЭ);
- Экстремистская (фашистская) монократия (в прошлом нацистская Германия и фашистская Италия, диктатура Франко в Испании);
- Милитаристская монократия, когда государственная власть принадлежит военному совету, а фактически — его руководителю (Ирак при Саддаме Хусейне, в настоящее время (Мьянма, Фиджи);
- Монократия тоталитарного социализма (СССР до 1953 г., КНДР).

### Поликратическая форма государства
Характеризуется разделением властей, существованием нескольких центров власти в масштабе государства (глава государства, правительство, парламент, суды, органы конституционного контроля), определённой децентрализацией управления территориями, в государственном режиме преобладают демократические методы управления, связанные с регулярным проведением выборов, поисками компромиссов и консенсуса, гарантией прав граждан.
Поликратическая форма государства может иметь следующие разновидности:
- Традиционная поликратия, которая окончательно сложилась в большинстве демократических стран после Второй мировой войны (Франция, США, Япония, Австралия, Норвегия);
- Постсоциалистическая поликратия, сложившаяся после распада социалистического блока (Венгрия, Польша, Чехия, Болгария).

### Сегментарная форма государства
Промежуточная форма, она существует в условиях, когда в обществе доминирует сравнительно широкий слой олигархии, но элита, стоящая во главе, узка и, по существу, иногда замыкается на одном должностном лице — президенте (Египет, Индонезия, Венесуэла) или монархе (Иордания, Марокко).
Сегментарная форма государства может иметь следующие разновидности:
- Сравнительно либеральная форма (Венесуэла, Парагвай, Иордания);
- Более авторитарная форма (Нигерия, Сенегал, Марокко).